# DNA (álbum)
DNA el noveno álbum de estudio de los Backstreet Boys que fue lanzado el 25 de enero de 2019 a través de RCA Records. El álbum incluye pistas escritas por Lauv, Andy Grammer y Stuart Crichton. Se lanzaron los sencillos «Don't Go Breaking My Heart», «Chances» y «No Place», y contará también con una gira mundial, llamada DNA World Tour.

## Antecedentes y promoción
En un comunicado de prensa declaró que el grupo "analizó sus perfiles de ADN individuales para ver qué elemento crucial representa a cada miembro
Kevin Richardson dijo sobre el álbum: "Pudimos incorporar todas nuestras influencias y estilos en un trabajo coherente en 2014. Estas canciones son una gran representación de quienes somos como individuos y como grupo. Es nuestro ADN y estamos muy orgullosos de eso por eso desde 2014 se nos ocurrió la idea de ponerle así a un álbum futuro.
El grupo anunció el nombre del álbum y su fecha de lanzamiento el 9 de noviembre de 2018 a través de un video en el cual analiza el ADN de cada miembro del grupo.El mismo día, también lanzaron el sencillo "Chances" y anunciaron el DNA World Tour en apoyo del álbum, que comenzará en mayo de 2019.

## Recepción crítica
DNA  recibió críticas positivas de críticos de música. En Metacritic, que asigna una calificación normalizada de 100 a las reseñas de los críticos principales, el álbum tiene una puntuación promedio de 67 según 4 revisiones, que indican "revisiones generalmente favorables".

## Recepción comercial
DNA debutó en el número uno en los Estados Unidos  Billboard  200 con 234,000 unidad de álbum equivalente, de los cuales 227,000 fueron ventas de álbumes puros. Es el tercer álbum número uno de los Backstreet Boys y el primero en 19 años, el último es Black & Blue (2000). También hace que este sea su octavo álbum consecutivo entre los diez primeros después de  In a World Like This  (2013).

## Lista de canciones
| DNA |                              |                                                                                                  |                                   |          |  |
| N.º | Título                       | Escritor(es)                                                                                     | Productor (es)                    | Duración |  |
| 1.  | «Don't Go Breaking My Heart» | Stuart Crichton, Jamie Hartman, Stephen Wrabel                                                   | Crichton, Hartman                 | 3:35     |  |
| 2.  | «Nobody Else»                | Ryan Ogren, Nick Bailey, Ari Leff, Emily Warren, Gamal Lewis                                     | Steve James, Ryan Ogren, Ari Leff | 3:38     |  |
| 3.  | «Breathe»                    | Ogren, Bailey, Brandyn Burnette                                                                  | Ben Bram                          | 3:06     |  |
| 4.  | «New Love»                   | Elof Loelv, Jake Troth, Erik Hassle                                                              |                                   | 3:00     |  |
| 5.  | «Passionate»                 | Mitch Allan, Andy Grammer, Lindy Robbins, Louis Schoorl                                          |                                   | 3:43     |  |
| 6.  | «Is It Just Me»              | Ian Kirkpatrick, Robbins, Alexander "Xplicit" Izquierdo                                          |                                   | 3:37     |  |
| 7.  | «Chances»                    | Zach Skelton, Casey Smith, Fiona Bevan, Ryan Tedder, Geoff Warburton, Shawn Mendes, Scott Harris | Skelton, Tedder, Kuk Harrell      | 2:52     |  |
| 8.  | «No Place»                   | Brett James, Joshua Miller, Troy Verges                                                          | Steven Solomon                    | 2:59     |  |
| 9.  | «Chateau»                    | Crichton, Wrabel, Michael Pollack, James Newman, Cole Citrenbaum                                 |                                   | 3:08     |  |
| 10. | «The Way It Was»             | Crichton, Garrison Starr, Justin Jesso                                                           |                                   | 3:26     |  |
| 11. | «Just Like You Like It»      | Ross Copperman, Josh Kear, Dustin Lynch                                                          |                                   | 3:42     |  |
| 12. | «OK»                         | Crichton, Joe Kirkland, Newman, Jason Allen                                                      |                                   | 2:31     |  |

## Posicionamiento
| Listas (2019)                       | Posición |
| ----------------------------------- | -------- |
| Australia (ARIA)                    | 5        |
| Austria (Ö3 Austria)                | 1        |
| Bélgica (Ultratop flamenca)         | 3        |
| Bélgica (Ultratop valona)           | 13       |
| Canadá (Billboard Canadian Albums)  | 1        |
| República Checa (ČNS IFPI)          | 47       |
| Dinamarca (Hitlisten)               | 31       |
| Países Bajos (Album Top 100)        | 4        |
| Finlandia (Suomen Virallinen Lista) | 26       |
| Francia (SNEP)                      | 124      |
| Alemania (Media Control Charts)     | 2        |
| Hungría (MAHASZ)                    | 8        |
| Irlanda (IRMA)                      | 25       |
| Italia Italian Albums (FIMI)        | 14       |
| Japón (Oricon)                      | 2        |
| Noruega (VG-lista)                  | 40       |
| Polonia (ZPAV)                      | 20       |
| Portugal (AFP)                      | 2        |
| España (PROMUSICAE)                 | 4        |
| Suecia (Sverigetopplistan)          | 28       |
| Suiza (Schweizer Hitparade)         | 1        |
| Reino Unido (UK Albums Chart)       | 7        |
| Estados Unidos (Billboard 200)      | 1        |